# クラクフ級モニター
| クラフフ級河川モニター | クラフフ級河川モニター                                                                           |
| ---------------------- | ------------------------------------------------------------------------------------------------ |
| 「クラクフ」の模型     |                                                                                                  |
| 艦級概観               |                                                                                                  |
| 艦種                   | モニター艦                                                                                       |
| 艦名                   | 都市名                                                                                           |
| 前級                   | ワルシャワ級                                                                                     |
| 次級                   | -                                                                                                |
| 性能諸元               |                                                                                                  |
| 排水量                 | 基準：70トン 満載：90トン                                                                        |
| 全長                   | 35.0m                                                                                            |
| 全幅                   | 6.1m                                                                                             |
| 吃水                   | 0.39m                                                                                            |
| 機関                   | 形式不明六気筒ディーゼル機関2基2軸推進                                                           |
| 最大 出力              | 140hp                                                                                            |
| 最大 速力              | 7.3ノット                                                                                        |
| 航続 距離              | -ノット/-海里                                                                                    |
| 燃料                   | 3.5トン（軽油）                                                                                  |
| 乗員                   | 41～44名                                                                                         |
| 兵装                   | 竣工時 1基 シュコダ vz.1897 7.5cm（36口径）連装カノン砲1基 形式不明 7.9mm（92口径）単装機関銃4丁 |
| 装甲                   | 舷側：6mm 甲板：5mm 主砲塔：8mm 司令塔：8mm                                                      |

クルクフ級河川モニター (ORP Kraków class River monitor) は、ポーランド海軍のモニター艦。本級は沿岸部警備のためにポーランド海軍が1923年度計画に基づいて建造した小型のモニターで1926年から2隻が就役した。

## 艦形

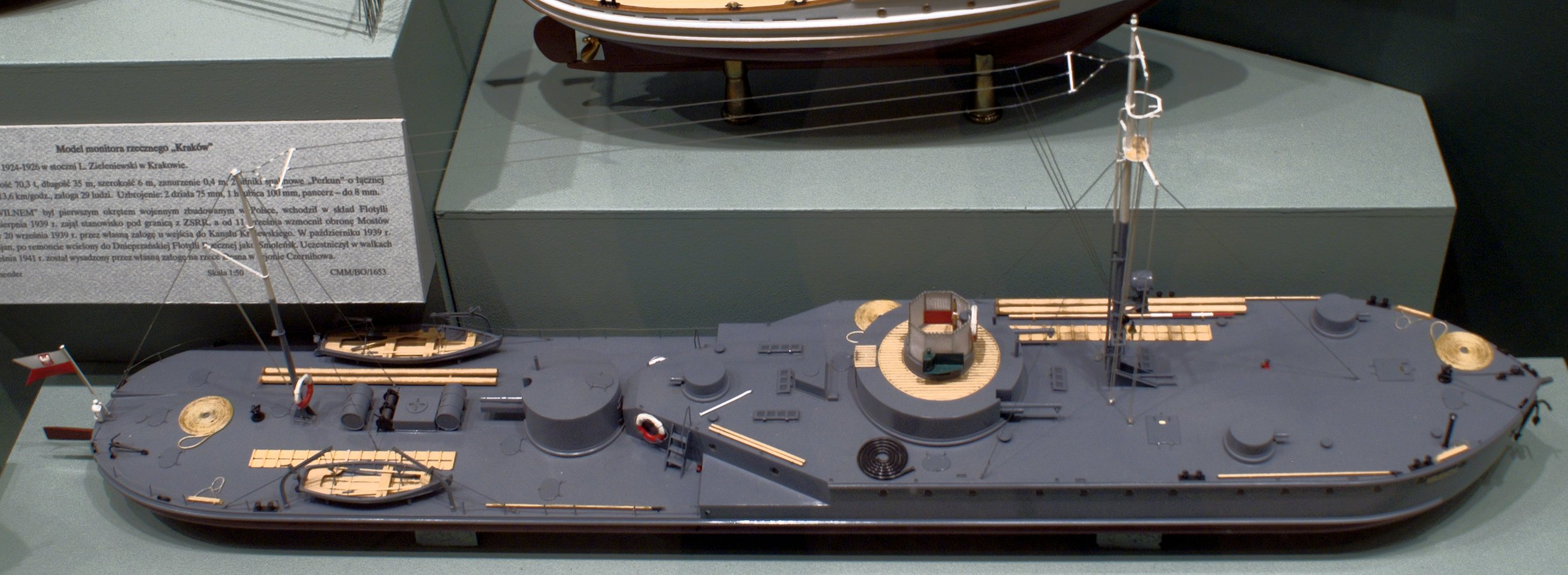
「クラクフ」の模型

本級の基本構造は浅い吃水の長船首楼板型船体に断片防御程度の装甲で覆われた舷側防御と司令塔と砲塔を持つモニターとして建造された。船体の形状はタライのように広く、浅く、整形されて座礁しにくい形状となっており、艦首に付いた錨は十字型の簡素な物で、アンカー・ベッドは無く、錨鎖により巻き上げられた後、艦首の錨穴にぶら下げられる。
垂直に切り立った艦首から艦首甲板上に近接戦闘用に7.9mm機銃を収めた円筒形の機銃塔が左右に梯型配置で片舷1基ずつ2基を配置した後に簡素な単脚式の前部マストが立った。船体中央部に位置する7.5cmカノン砲2門を収める司令塔に操舵艦橋が設けられ、その背後に7.9mm機銃塔1基が設けられ所で船首楼が終了し、後部甲板上に主砲の10cmカノン砲を収めた円筒形の主砲塔が1基が配置された。その後方には艦載艇が並べられ、舷側後部に2本1組のボート･ダビットを片舷に1組ずつ計2組で運用した。艦尾水面下にディーゼル機関2基2軸に繋がれたスクリューに挟まれるように、前後に長く上下に短い長方形の一枚舵を配置していた。

## 武装
主砲はシュコダ社の「10cm（19口径）カノン砲」を採用している。その性能は重量14kgの砲弾を射程8,400mまで届かせることが出来た。俯仰能力は仰角50度・俯角8度である。さらに旋回角度は左右120度の旋回角度を持っていた。砲塔の旋回、砲身の上下・砲弾の装填の動力は人力を必要とした。装填角度は6度で発射速度は毎分3～4発である。他に「wz. 1897 7.5cm（36口径）カノン砲2門と7.9mm機銃4丁を装備していた。

就役後の1932年にすべての武装を撤去して、主砲を「シュコダ 10cm（25口径）カノン砲」に統一して前部砲塔に2基、後部砲塔に1基の計3門を搭載し、対空火器として13.2mm（76口径）連装機銃2基を搭載した。

## 同型艦
- クラクフ（Kraków）

ジェレニェフスキ工場で1924年に起工、1926年8月28日に就役。1939年9月21日のソビエト連邦のポーランド侵攻の際に自沈処分。ソ連軍に鹵獲されて浮揚、修理後の10月24日にソビエト連邦海軍「スモレンスク（Smolensk）」として再就役。1941年8月26日にドイツ軍の砲撃により大破後、9月15日にチェルニゴグ付近デスナ川Ladinskで自沈。
- ヴィルノ（Wilno）[1]

ジェレニェフスキ工場で1924年に起工、1926年2月10日に就役。1939年9月19日のソビエト連邦の侵攻の際にで自沈処分。

## 参考図書
- 「Conway's All the World's Fighting Ships 1922-1946」（Conway）